# Beker van Liberia
De Beker van Liberia (LFA Cup) is het nationale voetbalbekertoernooi van Liberia dat door de Liberia Football Association (LFA) wordt georgansiseerd. Het bekertoernooi ging in 1974 van start en wordt zoals de meeste bekercompetities volgens het knock-outsysteem gespeeld.

## Winnaars

### Prestaties per club
| Aantal | Club                      | Plaats                  |   | Aantal                       | Club         | Plaats |
| ------ | ------------------------- | ----------------------- | - | ---------------------------- | ------------ | ------ |
| 8      | Mighty Barolle            | Monrovia                | 1 | Junior Professional          | Monrovia     |        |
| 6      | LPRC Oilers               | Monrovia                | 1 | Mighty Blue Angles           | Monrovia     |        |
| 5      | Invincible Eleven         | Monrovia                | 1 | Black Star                   | Monrovia     |        |
| 3      | NPA Anchors               | Monrovia                | 1 | Barrack Young Controllers-II | Monrovia     |        |
| 2      | Cedar United              | Monrovia                | 1 | FC Fassell                   | Sanniquellie |        |
| 2      | LISCR FC *                | Monrovia                |   |                              |              |        |
| 2      | Saint Joseph Warriors     | New Kru Town (Monrovia) |   |                              |              |        |
| 2      | Barrack Young Controllers | Monrovia                |   |                              |              |        |

* LISCR FC won twee keer de beker, 1x is onbekend wanneer.
Algerije ·
Angola ·
Benin ·
Botswana ·
Burkina Faso ·
Burundi ·
Centraal-Afrikaanse Republiek ·
Comoren ·
Congo-Brazzaville ·
Congo-Kinshasa ·
Djibouti ·
Egypte ·
Equatoriaal-Guinea ·
Ethiopië ·
Gabon ·
Gambia ·
Ghana ·
Guinee ·
Guinee-Bissau ·
Ivoorkust ·
Kameroen ·
Kenia ·
Lesotho ·
Liberia ·
Libië ·
Madagaskar ·
Mali ·
Marokko ·
Mauritanië ·
Mauritius ·
Mozambique ·
Namibië ·
Niger ·
Nigeria ·
Oeganda ·
Réunion ·
Rwanda ·
Sao Tomé en Principe ·
Senegal ·
Seychellen ·
Sierra Leone ·
Soedan ·
Somalië ·
Swaziland ·
Tanzania ·
Togo ·
Tsjaad ·
Tunesië ·
Zambia ·
Zimbabwe ·
Zuid-Afrika